# Cozyptila blackwalli
Espèce
Synonymes
- Ozyptila blackwalli Simon, 1875

Cozyptila blackwalli est une espèce d'araignées aranéomorphes de la famille des Thomisidae.

## Distribution
Cette espèce se rencontre en Europe.

## Description
Les mâles mesurent de 2 à 3 mm et les femelles de 3 à 4,1 mm.

## Publication originale
- Simon, 1875 : Les arachnides de France. Paris, vol. 2, p. 1-350.